# Discina ancilis
Discina ancilis (Christian Hendrik Persoon, 1822 ex Pier Andrea Saccardo, 1889), sin. Discina perlata (Elias Magnus Fries, 1822 ex Elias Magnus Fries, 1849) din încrengătura Ascomycota, în familia Discinaceae și de genul Discina, denumită în popor urechiușă încrețită sau farfurioară zbârcită, este o  specie saprofită de ciuperci comestibile.  Buretele se dezvoltă în România, Basarabia și Bucovina de Nord solitar sau în grupuri mici pe sau în jurul buștenilor și cioatelor de molizi și pini în putrefacție în păduri de conifere precum la  marginile lor, mai departe prin rariști și tăieturi. Apare de la deal la munte, aproape niciodată în câmpie, primăvara devreme, uneori odată cu topirea zăpezii, din (martie) aprilie până în mai (iunie).

## Taxonomie

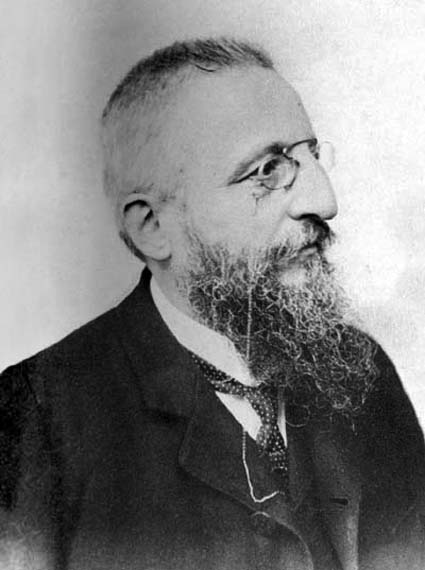
Pier Andrea Saccardo

Specia a fost descrisă pentru prima dată ca Peziza ancilis de Christian Hendrik Persoon în volumul 1 al operei sale Mycologia Europaea din 1822,  iar, în 1889, Pier Andrea Saccardo a mutat specia corect la genul Discina menținând epitetul și argumentând că ar fi cel mai vechi. 
În același an, dar scurt timp mai târziu Elias Magnus Fries a denumit specia, independent de Persoon, Peziza perlata,  iar în anul 1849 a creat genul Discina și a transferat specia acolo, păstrând epitetul determinat de el, de verificat în cartea sa Summa vegetabilium Scandinaviae. 
Datorită poziției sale avantajate în micologie și a determinării unui nou gen pentru această specie, taxonul a fost valabil 120 de ani (și mai este uzat foarte des până în prezent.)
Dar anii 1969 și 1984 au adus mari tulburări pentru taxonomia buretelui. Mai întâi, în 1969, micologul și biologul finlandez Harri Harmaja (n. 1944) a mutat specia la genul Gyromitra sub denumirea Gyromitra perlata, reoferindu-se astfel la Fries, apoi, în 1984 micologul și profesorul universitar german Hanns Kreisel (1931-2017) a transferat și el specia la acest gen drept Gyromitra ancilis, ținându-se astfel de Persoon.
De atunci au existat deodată 4 nume binomiale, cel a lui Fries, a lui Saccardo, a lui Harmaja și a lui Kreisel (apărând cu toate până în prezent în cărți micologice) și cearta a fost [și tot mai este mare]. În sfârșit, s-a decis internațional, că specia nu aparține genului Gyromitra și după ce Persoon descoperise specia scurt înainte de Fries, ea este de denumită Discina ancilis, determinare valabilă până în prezent (2019). La Mycobank există o listă asemănătoare de forme și soiuri ca și în Index Fungorum. Cu toate acestea, Mycobank diferențiază între Discina ancilis și Discina perlata, creând astfel 2 specii, ce nu poate fi corect.

## Descriere

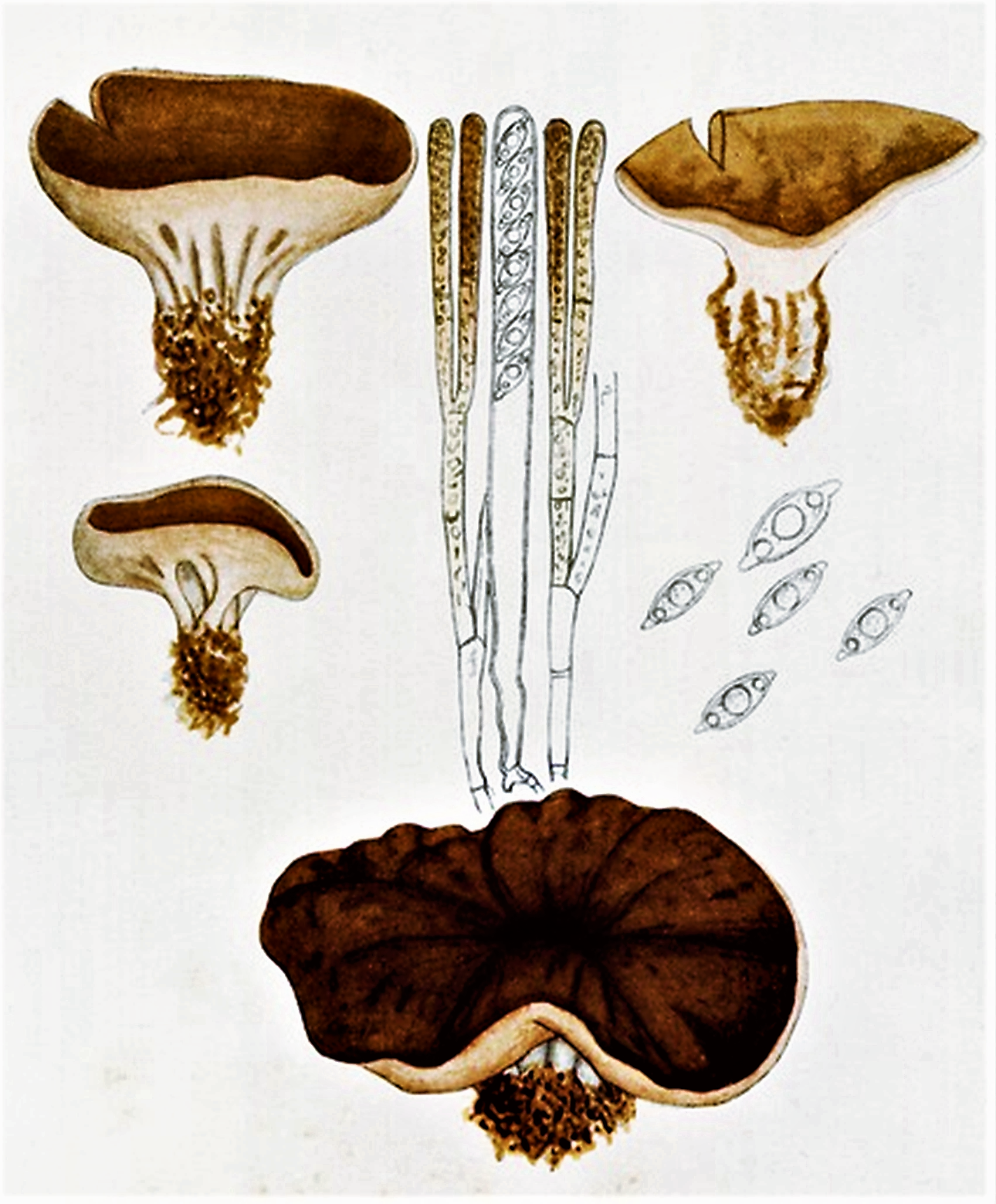
Bres. Discina perlata

- Corpul fructifer: are un diametru de 5-12 (15) cm este fragil și subțire de o grosime maximală de 1,5-3 mm, inițial în formă de cupă sau de castron pe fund tare zbârcit, care se aplatizează pe măsură ce buretele se maturizează, având pentru timp lung marginile răsucite în sus cu un aspect de farfurie. La bătrânețe prezintă marginea ondulată, neregulată și crestată. Suprafață interioară (= superioară), cea care produce sporii, este lucioasă, la umezeală ușor unsuroasă, zbârcită până la adânc brăzdată, fiind de un colorit variabil, de la  ocru-gălbui peste brun-roșcat până la maroniu-cafeniu, dar devenind în vârstă negricios mai ales înspre margine. Suprafața exterioară (= inferioară), și ea cu adâncituri, este albicioasă,  palid rozalie sau alb-gălbuie.
- Piciorul:  este uneori absent sau foarte scurt, de 0,5-0.8 (3) cm înălțime, dar de 2-3 cm grosime, albicios, brăzdat adânc cu nervuri ramificate, neregulate care se extind pe corpul fructifer.
- Carnea: este destul de subțire, fragilă până ușor elastică, albicioasă, cu un miros și gust aproape imperceptibil.
- Caracteristici microscopice: are spori cuo mărime de 25-30 x 10-12 microni, sunt elipsoidali, cu aspect fusiform datorită 2 pandantive ascuțite la poli, la început netezi, apoi ușor reticulați, hialini (translucizi), cu picături mici la poli. Praful lor este brun-gălbui. Ascele fusiforme care reacționează în Soluție Lugol negativ, poartă 8 spori și măsoară 350-370 x 14-16 µm microni. Parafizele sunt cilindrice, la vârf ușor clavate, multiplu septate și de conținut maroniu.
- Reacții chimice: nu sunt cunoscute.[4][5][6]

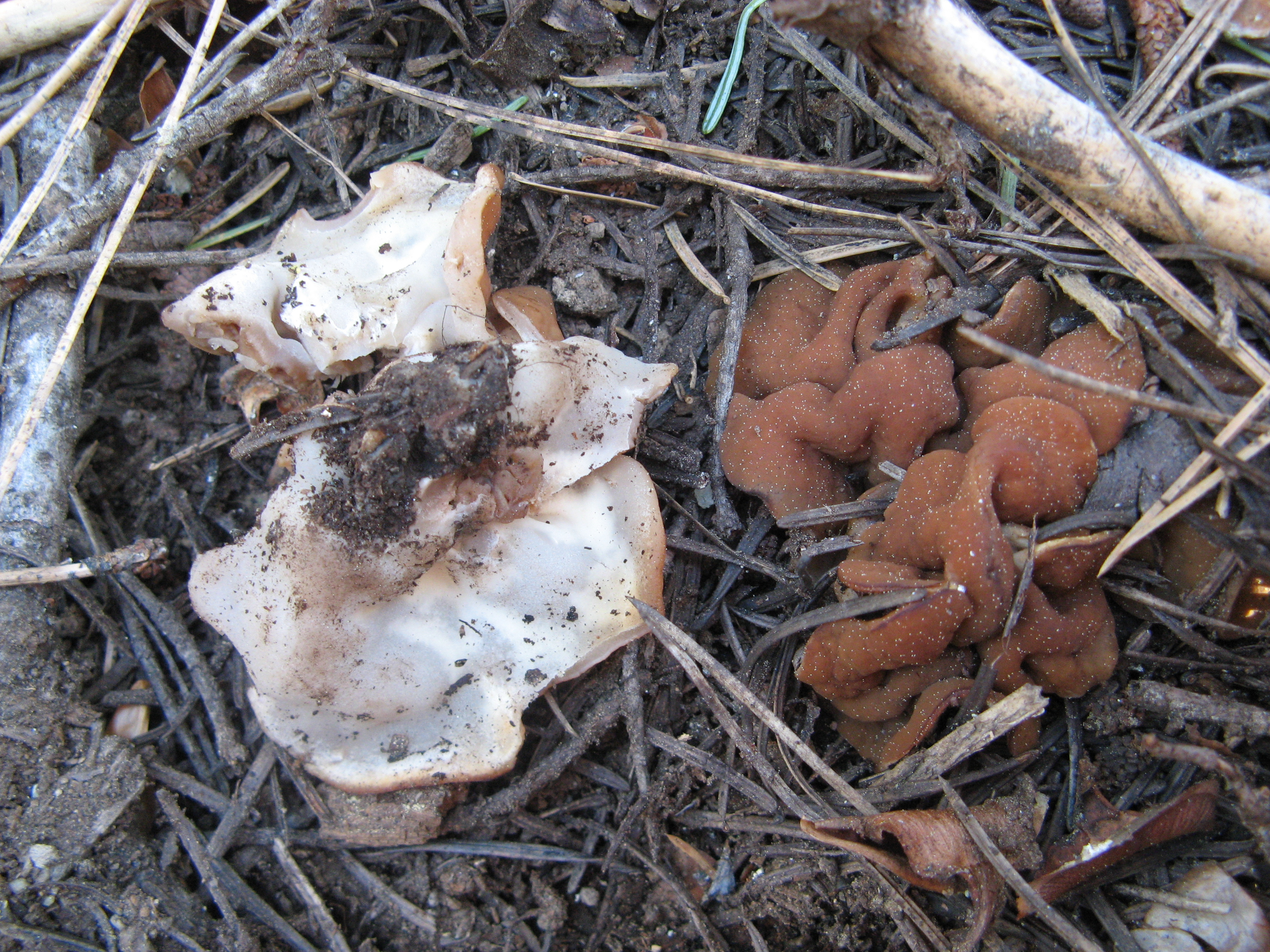
D. ancilis dedesubt
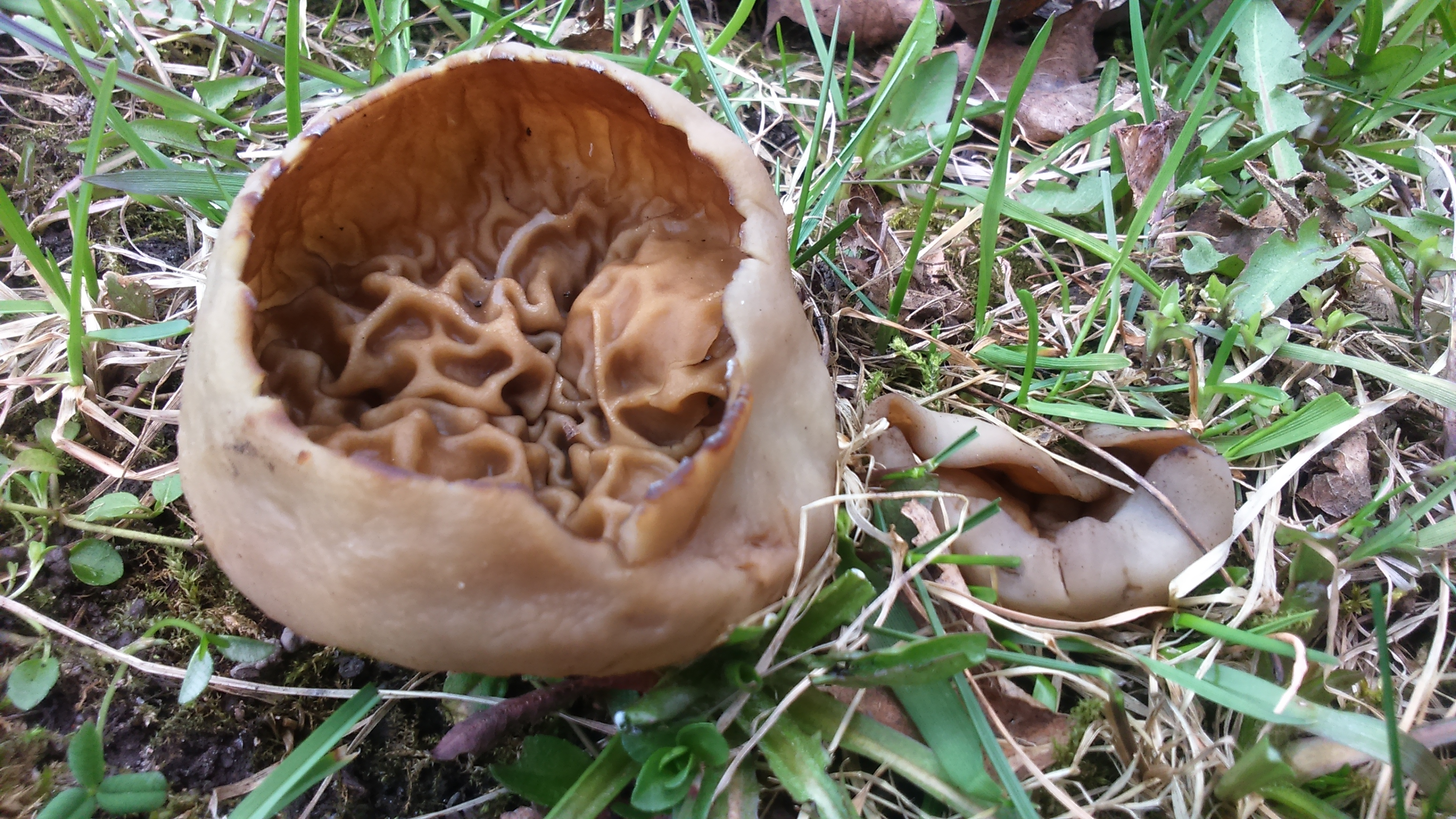
D. ancilis tânără
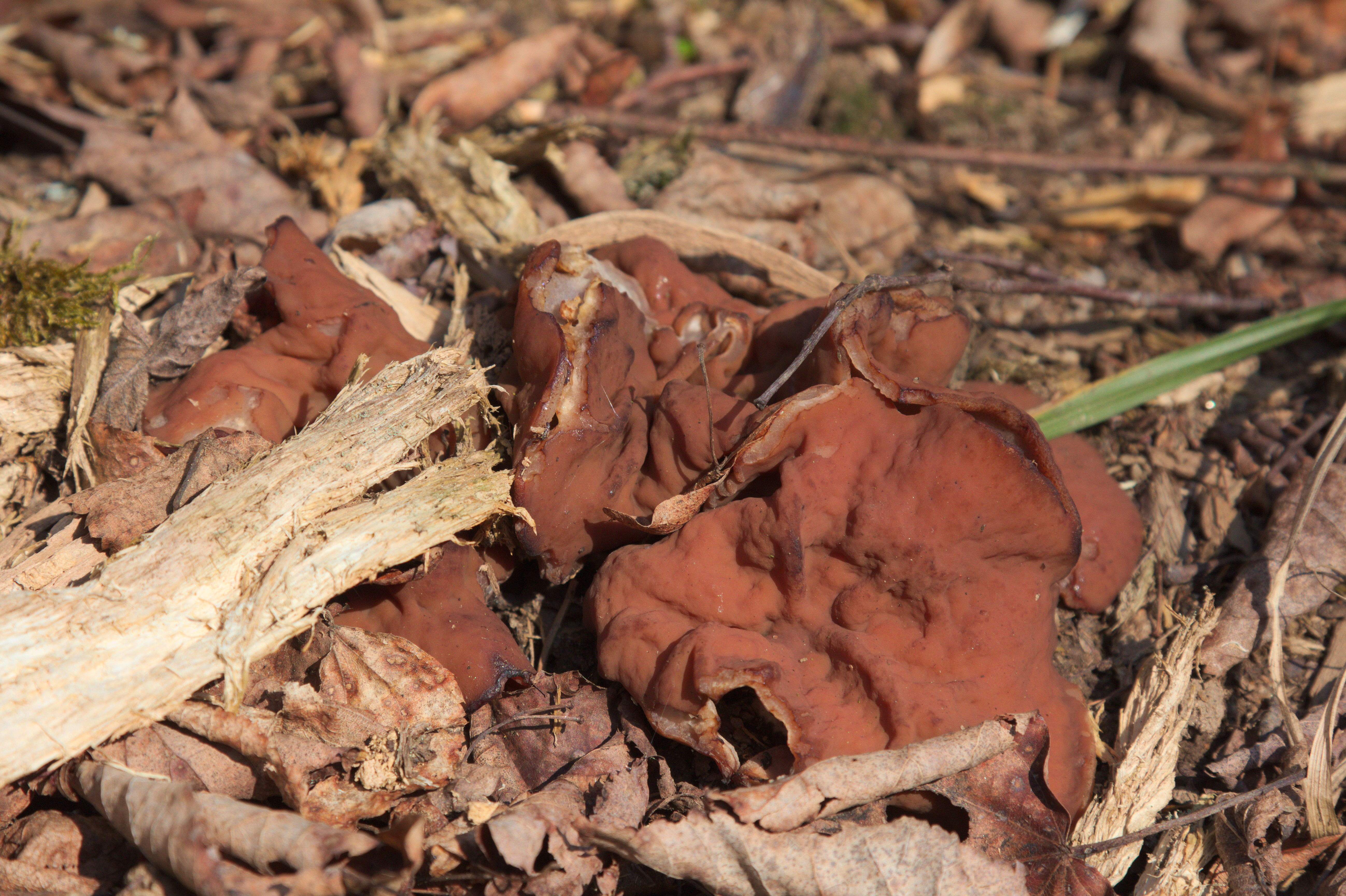
D. ancilis bătrâne
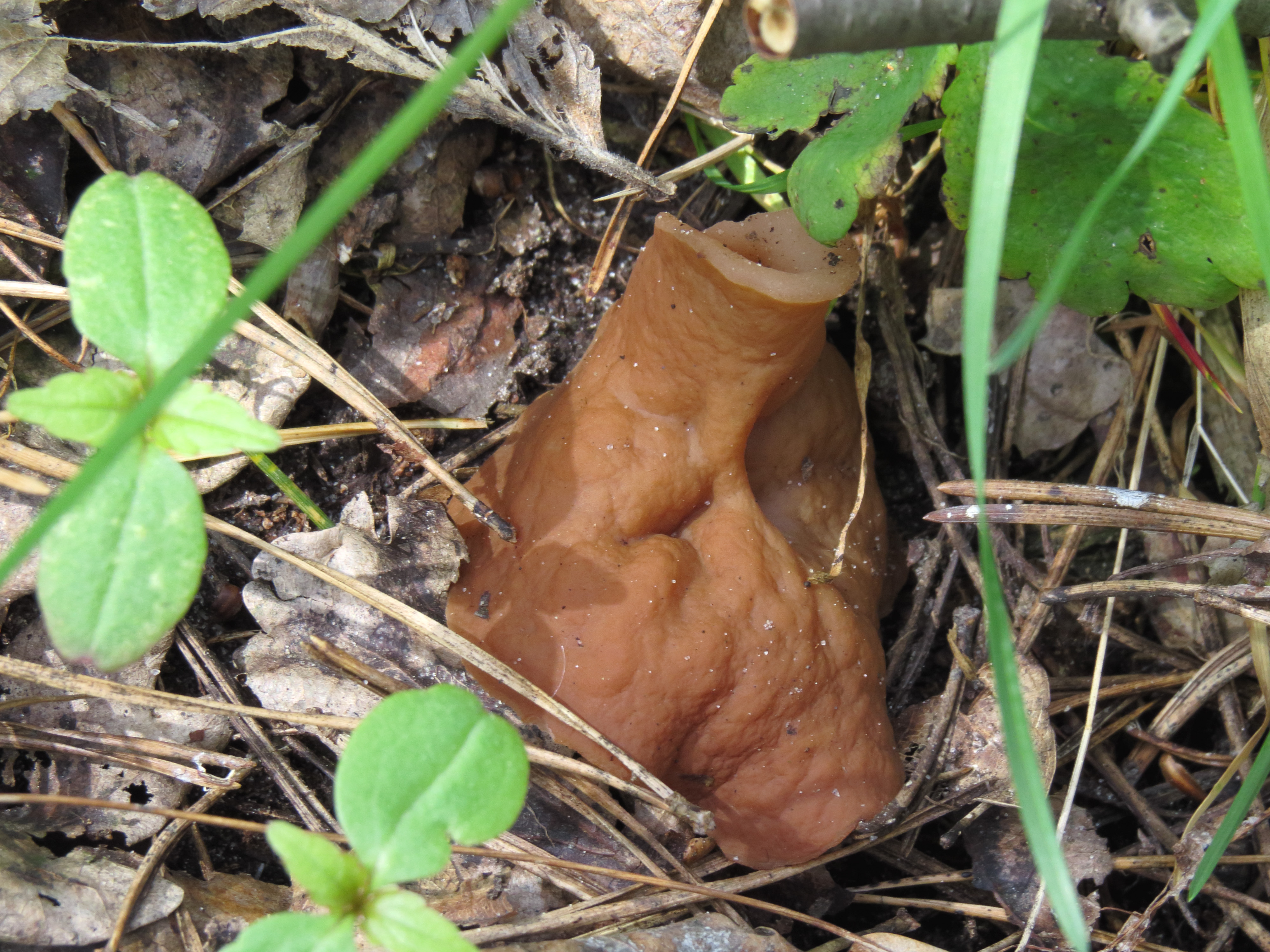
D. ancilis învârtită

## Confuzii
Discina ancilis poate confundată cu alte specii de aspect asemănător din încrengătura Ascomycota, cum ar fi: Caloscypha fulgens (fără valoare), Discina parma sin. Gyromitra parma (comestibilă, foarte similară, se dezvoltă numai în foioase), Disciotis venosa (comestibilă, miros de clor care se pierde în decursul pregătirii), Gyromitra leucoxantha sin. Discina leucoxantha (comestibilă), Helvella acetabulum (comestibilitate restrânsă), Helvella costifera (comestibilitate restrânsă), Helvella leucomelaena (comestibilitate restrânsă), Helvella queletii ((comestibilitate restrânsă), Otidea alutacea (fără valoare culinară),  Otidea bufonia (fără valoare culinară),  Otidea cochleata (comestibilă), Otidea onotica (comestibilă), Peziza arveniensis (comestibilă), Peziza badia (comestibilă), Peziza cerea (fără valoare), Peziza michelii (fără valoare), Peziza repanda (comestibilă, dar fără valoare culinară, suprafața interioară cu aspect granular) Peziza varia (comestibilă), Rhizina undulata sin. Rhizina inflata (necomestibilă, elastic-fibroasă, are dimensiuni mai mari), sau Sarcosphaera coronaria sin. Sarcosphaera crassa (posibil foarte otrăvitoare), și Sarcosphaera eximia (destul de otrăvitoare, conține giromitrină, corp cu tonuri mai albăstruie, miros de revent la maturitate).

## Specii asemănătoare

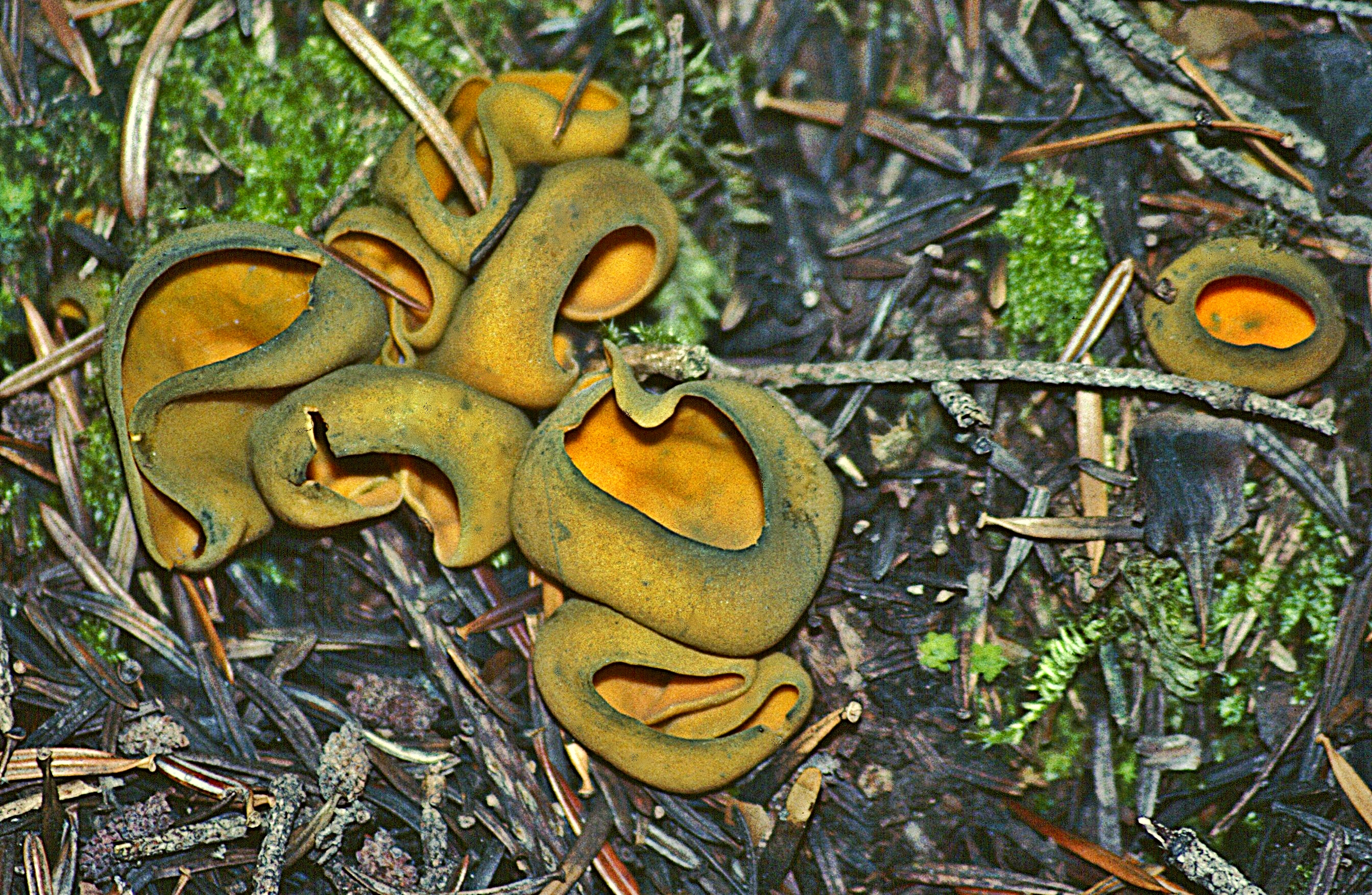
Caloscypha fulgens
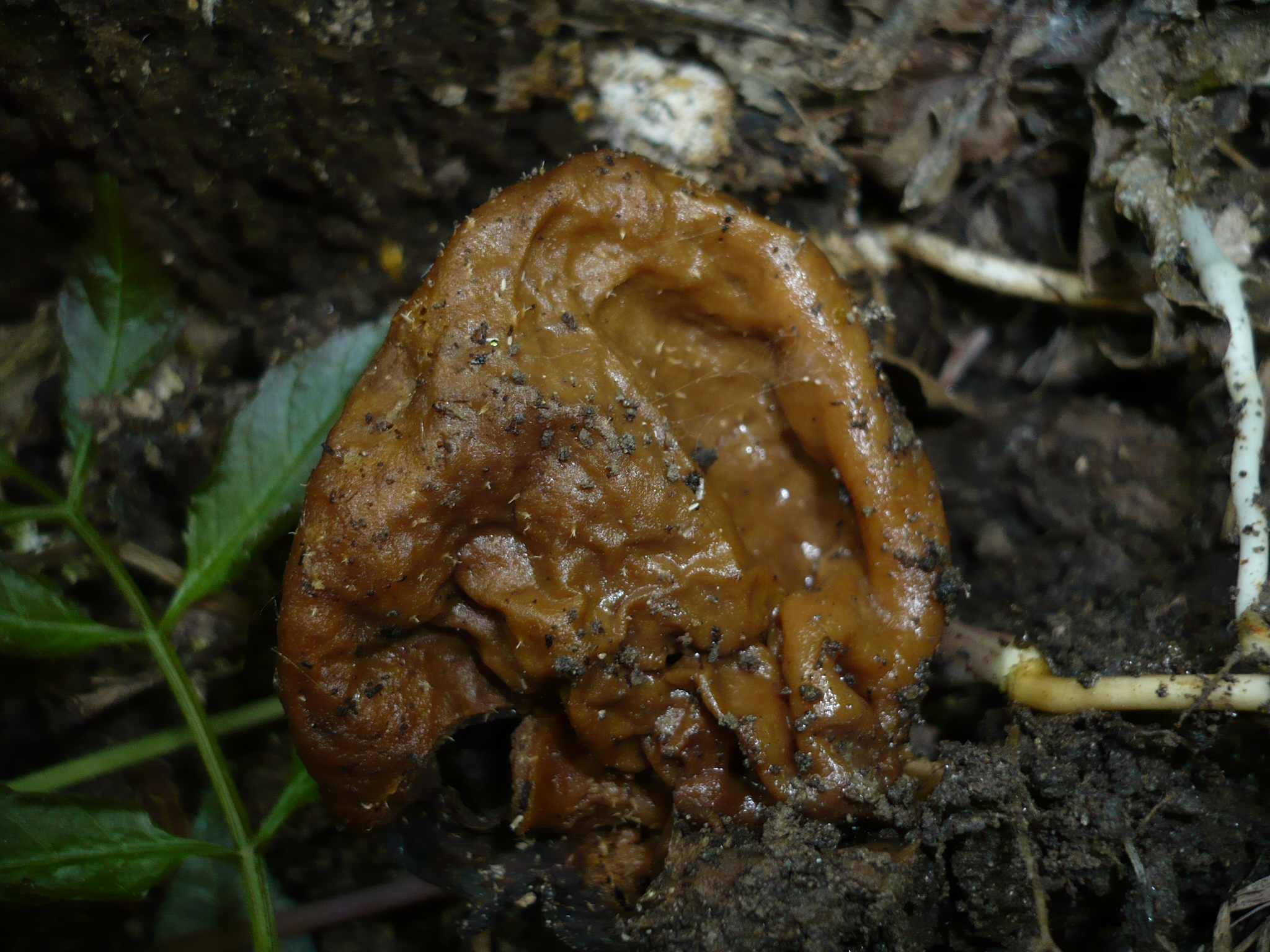
Discina parma sin Gyromitra parma
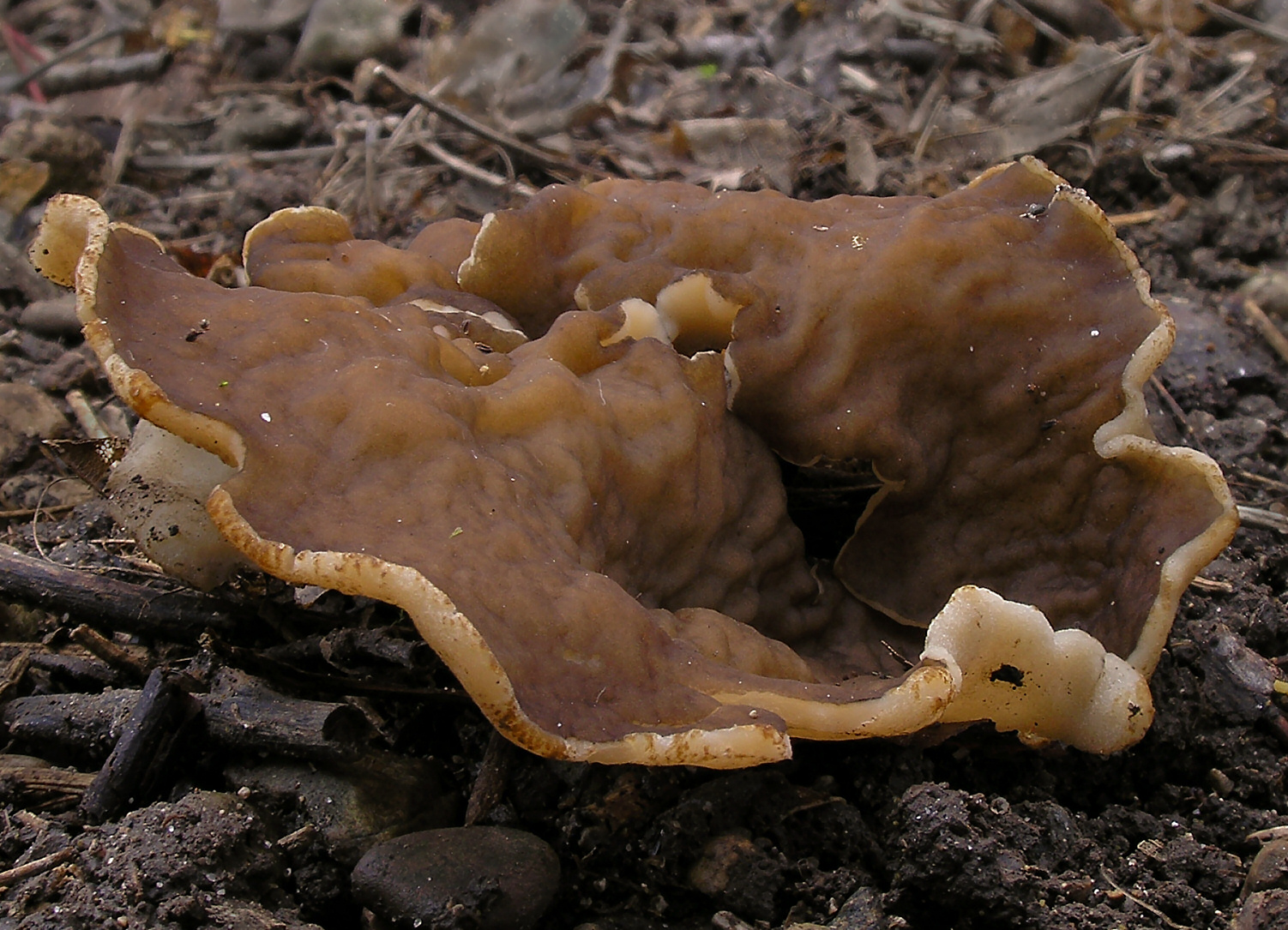
Disciotis venosa
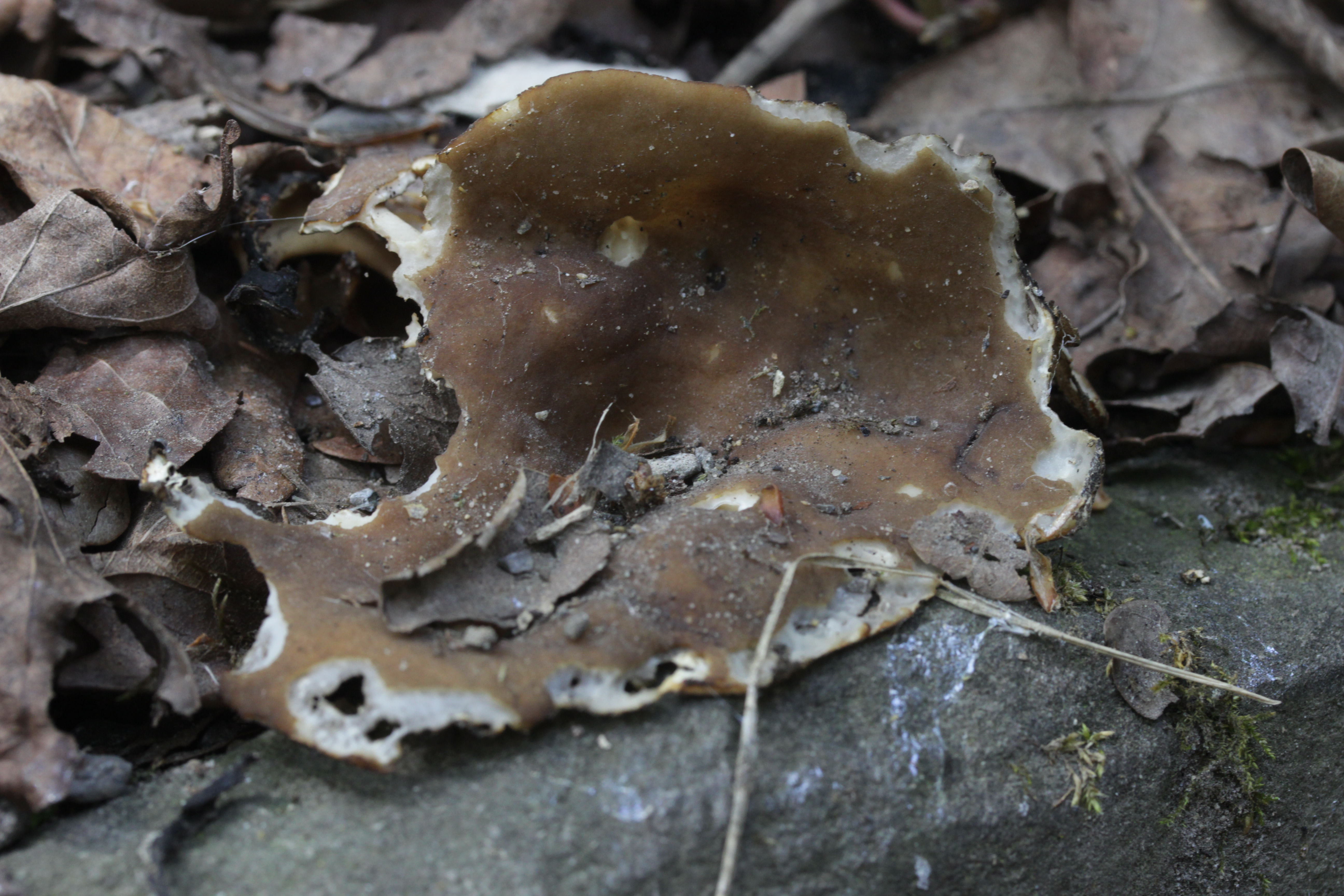
Helvella acetabulum
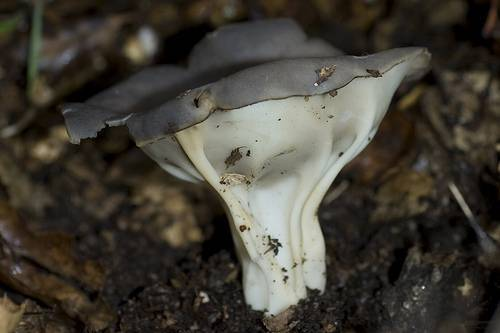
Helvella costifera
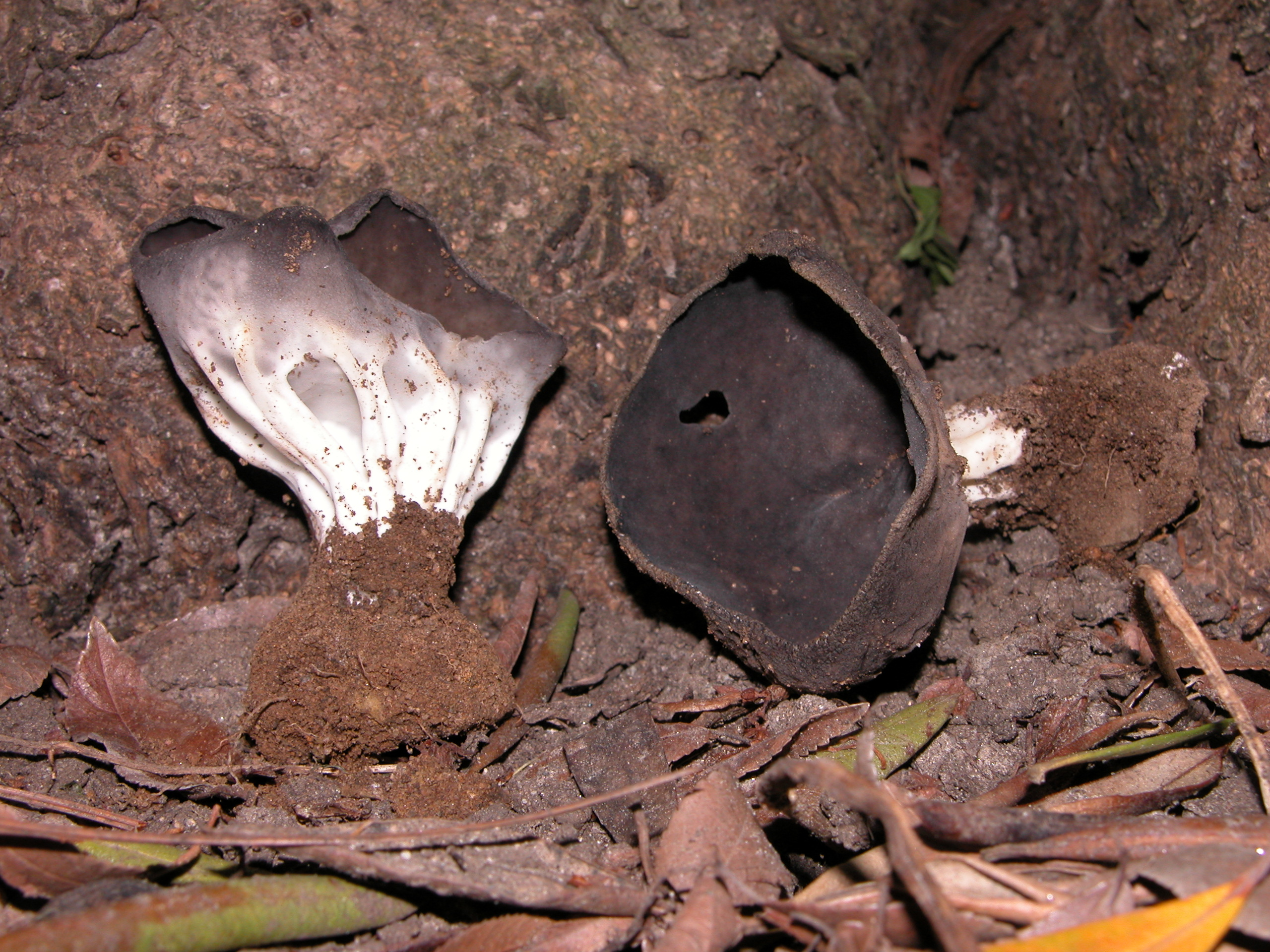
Helvella leucomelaena
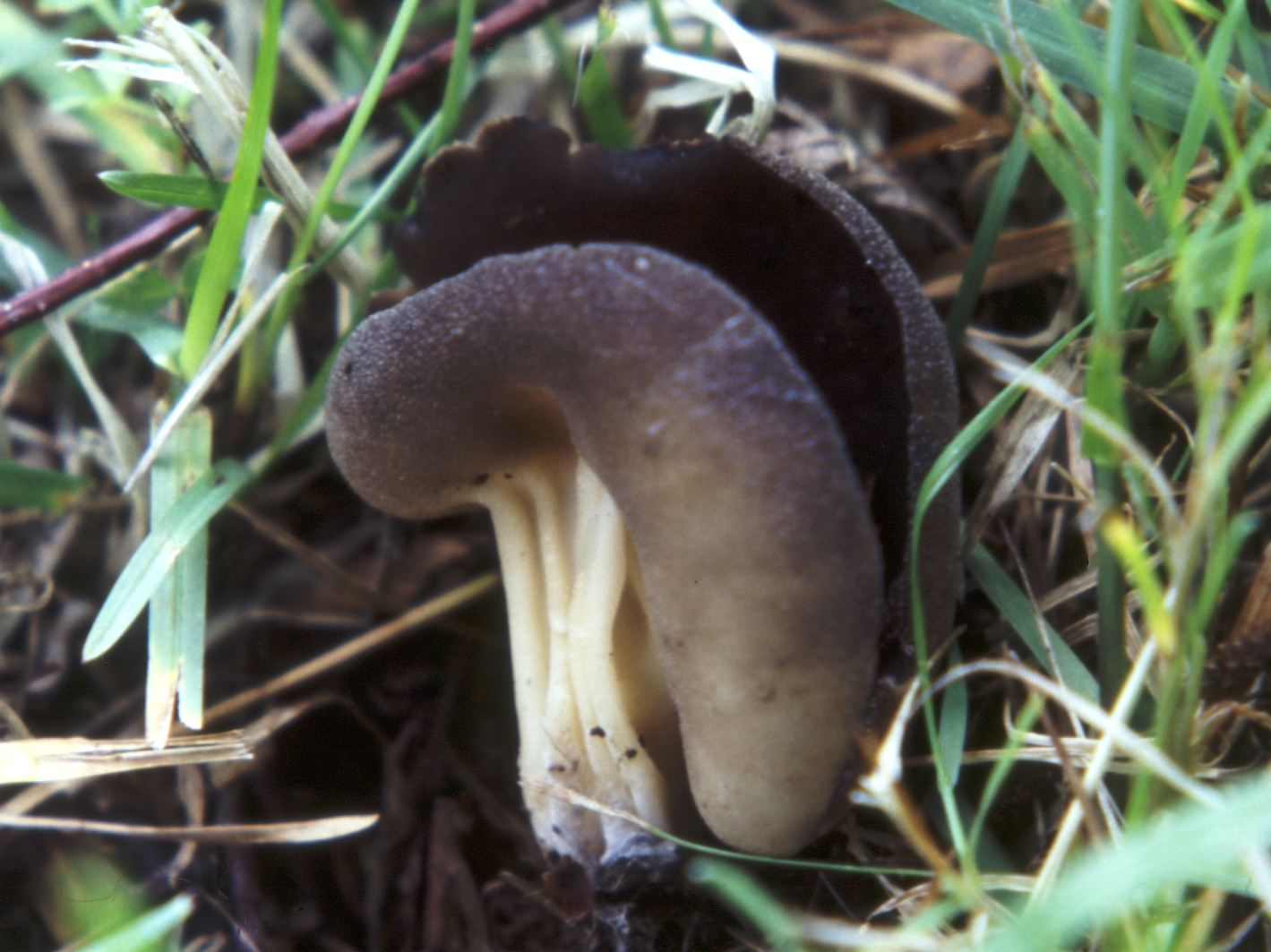
Helvella queletii
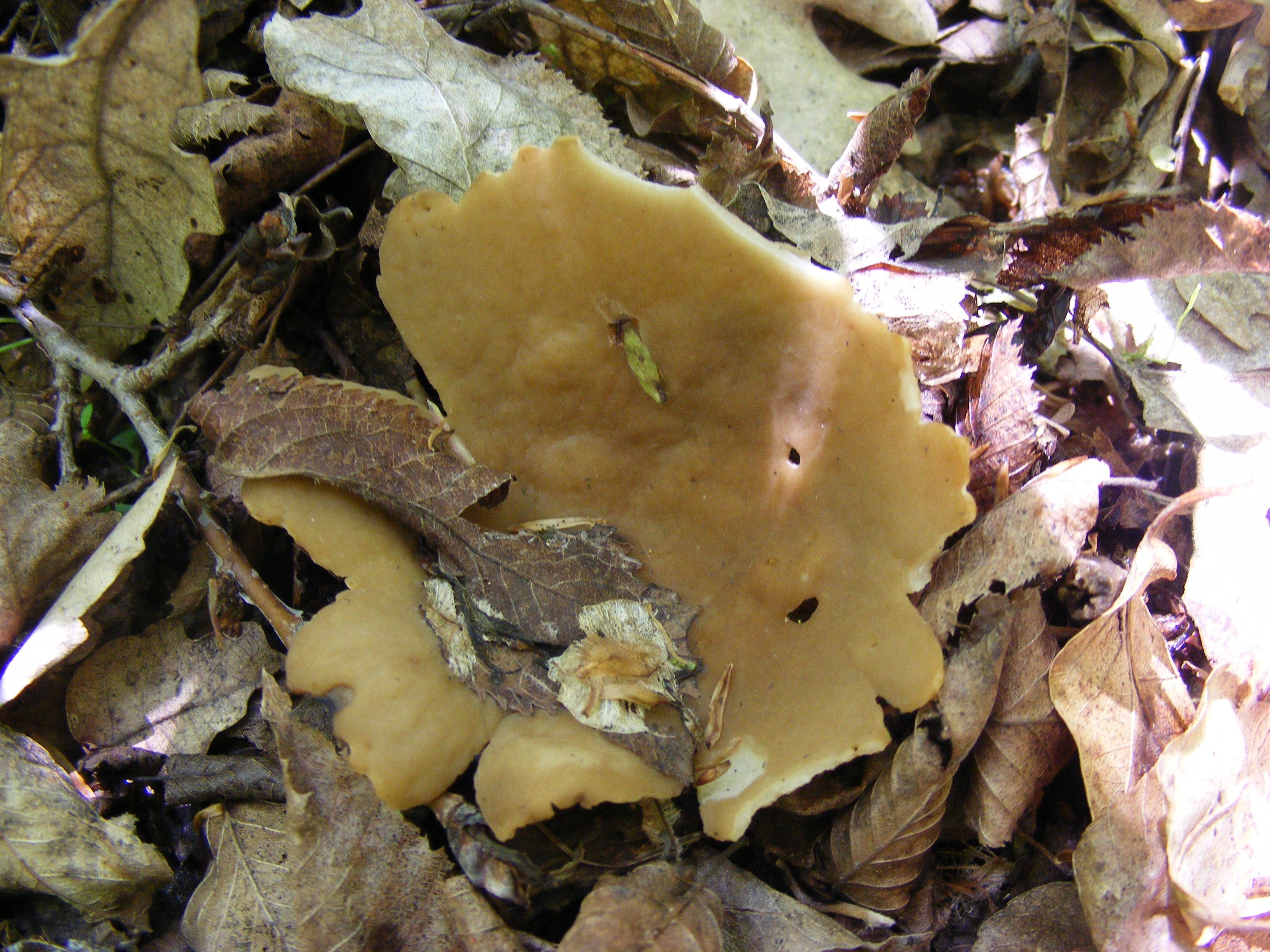
Otidea alutacea
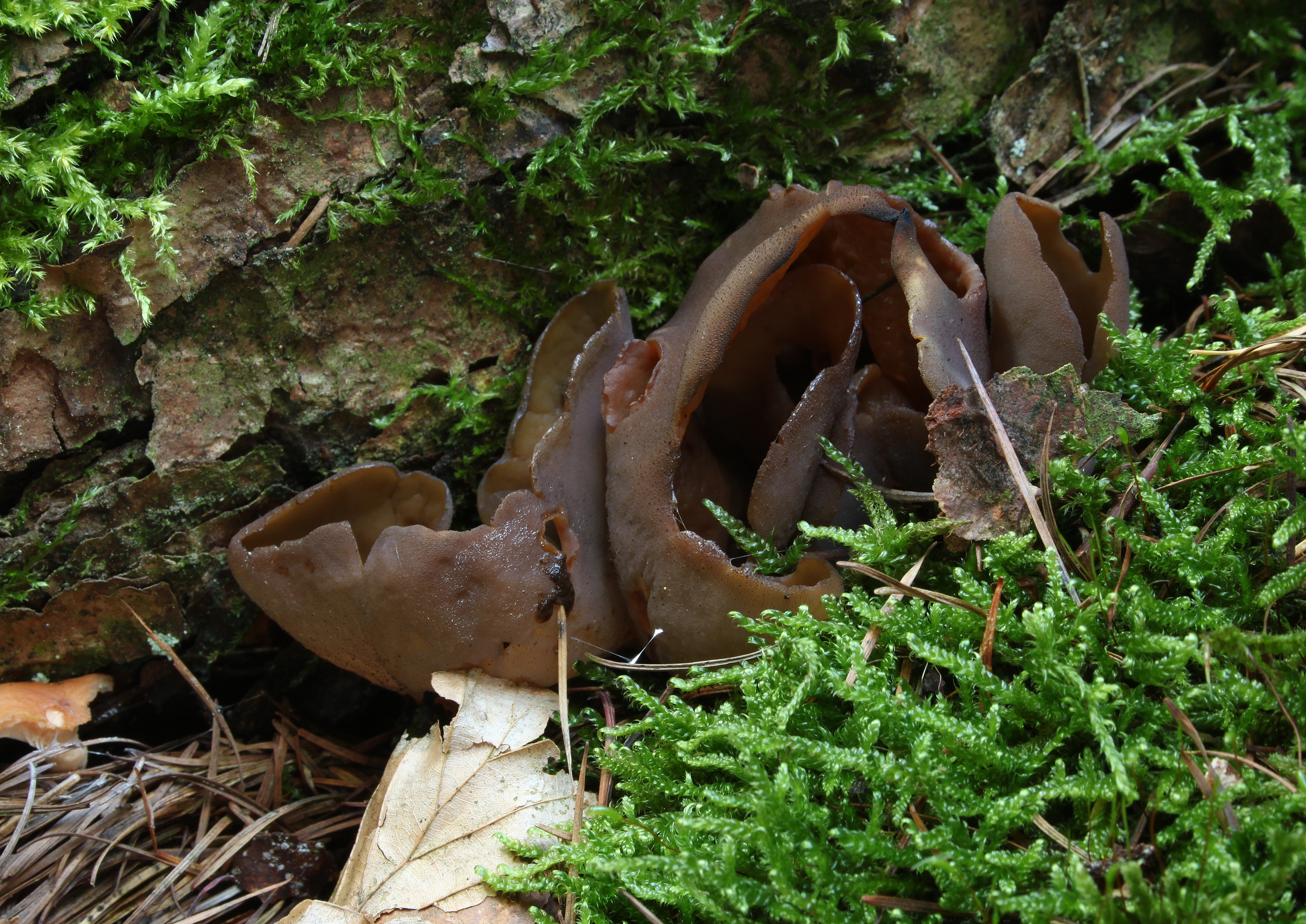
Otidea bufonia
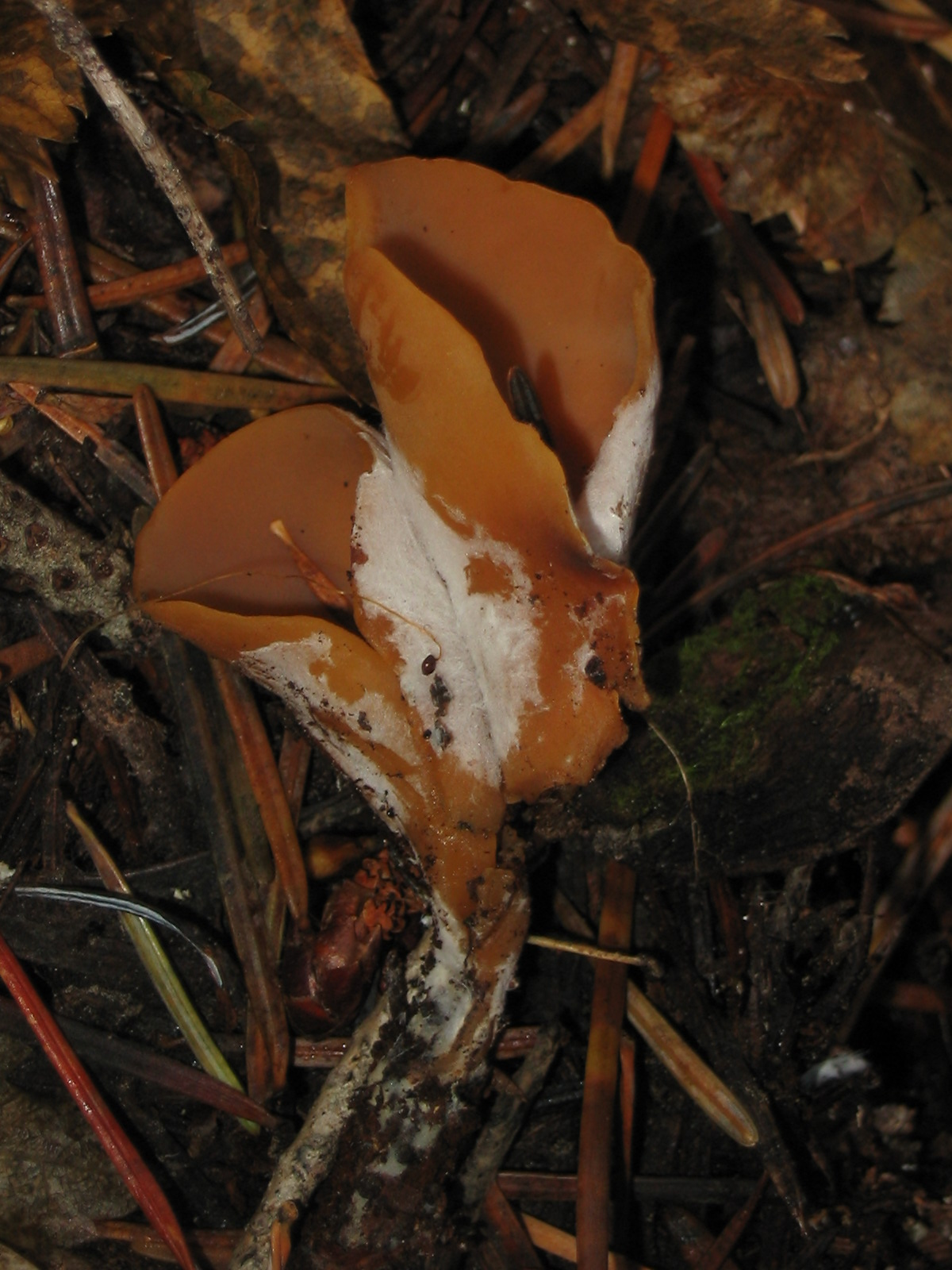
Otidea leporina

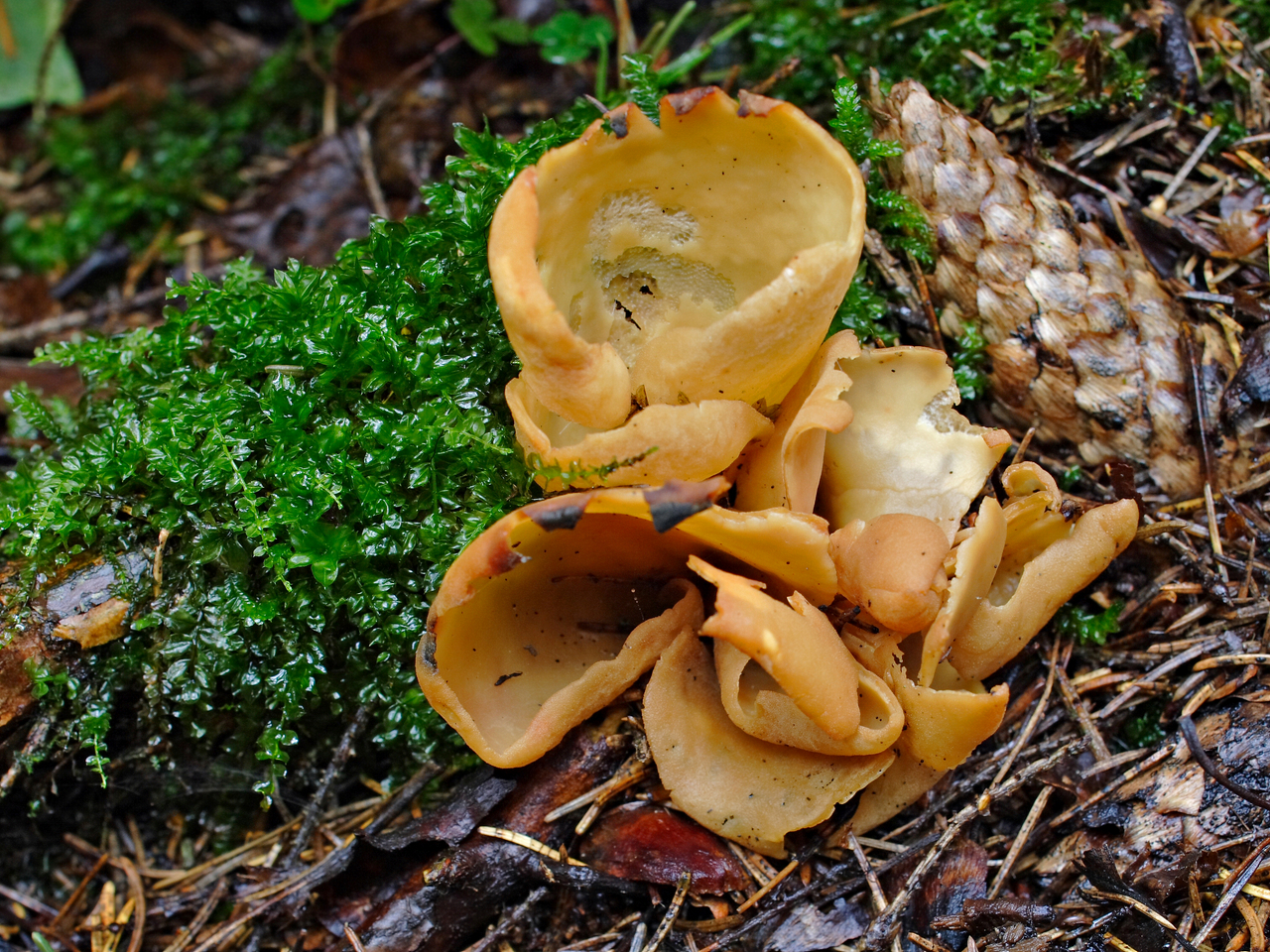
Otidea onotica
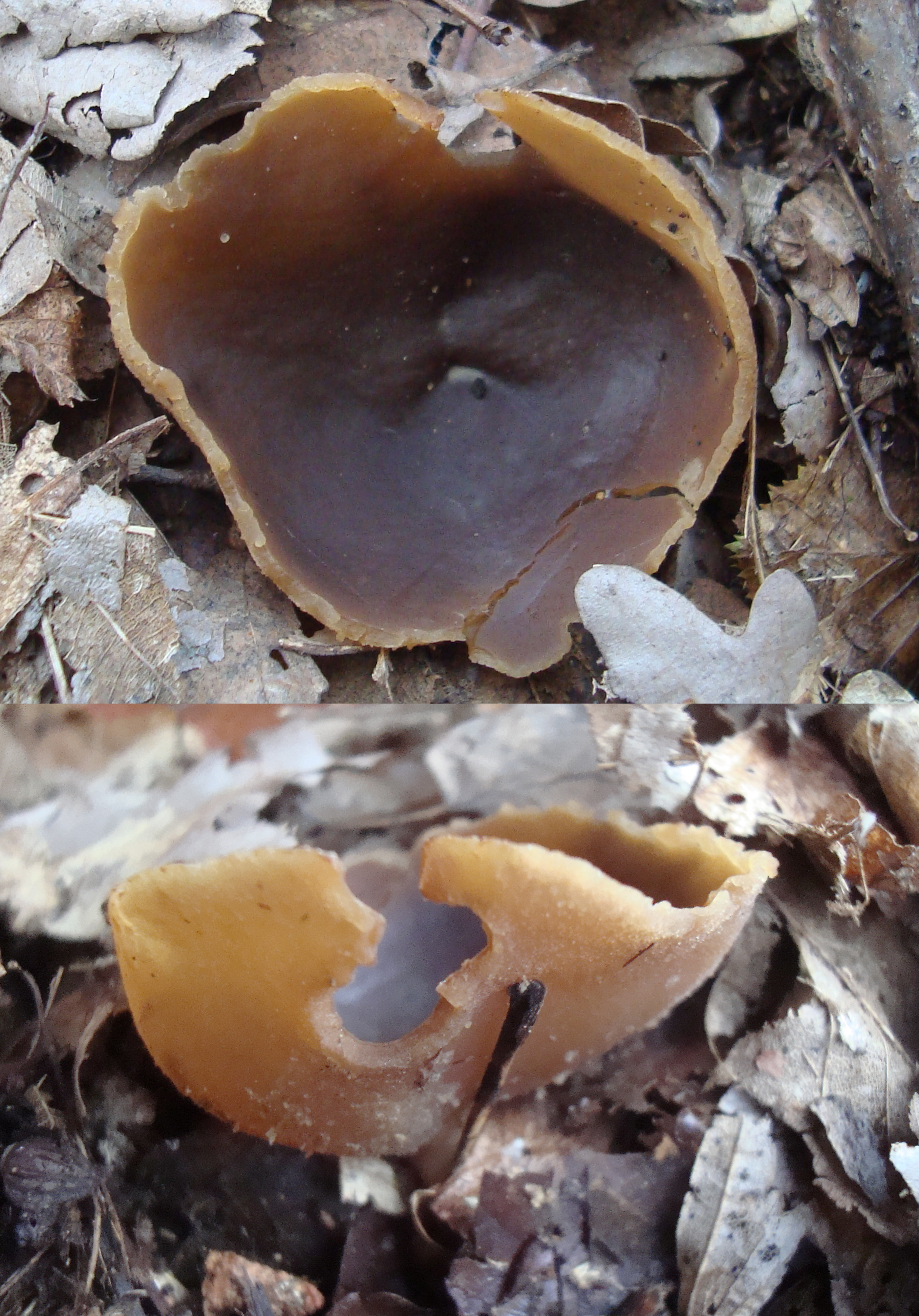
Peziza arvernensis
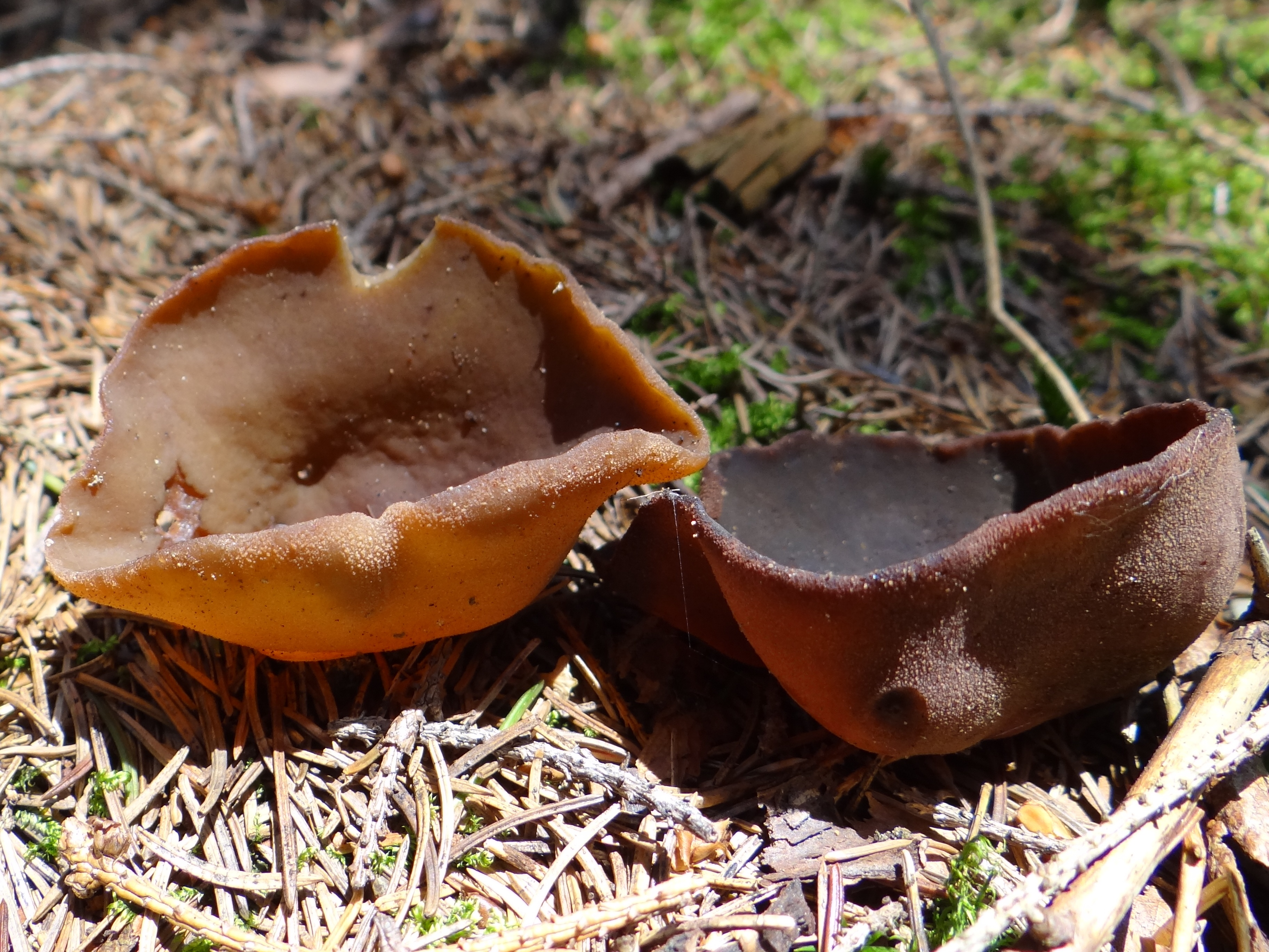
Peziza badia
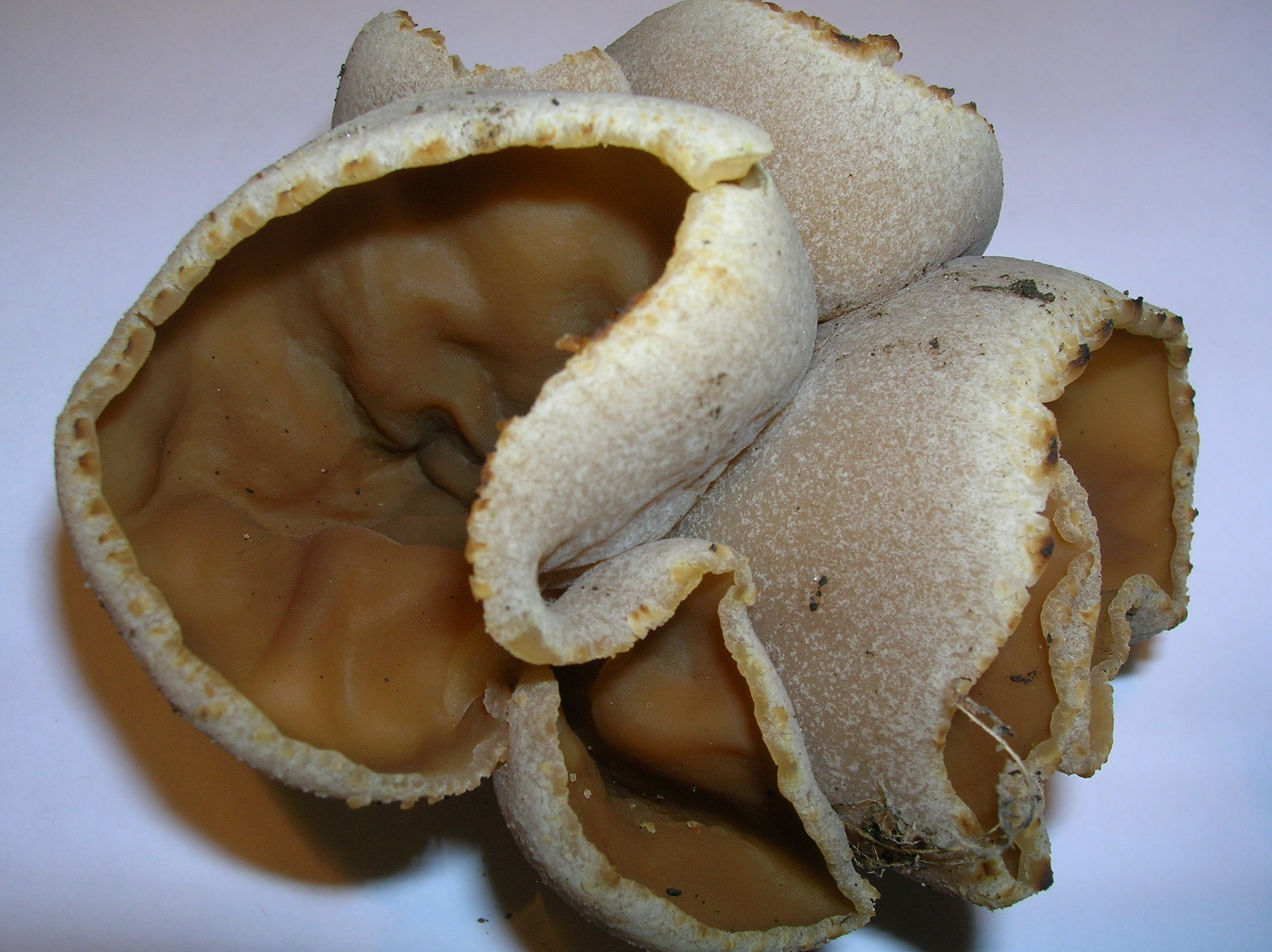
Peziza cerea
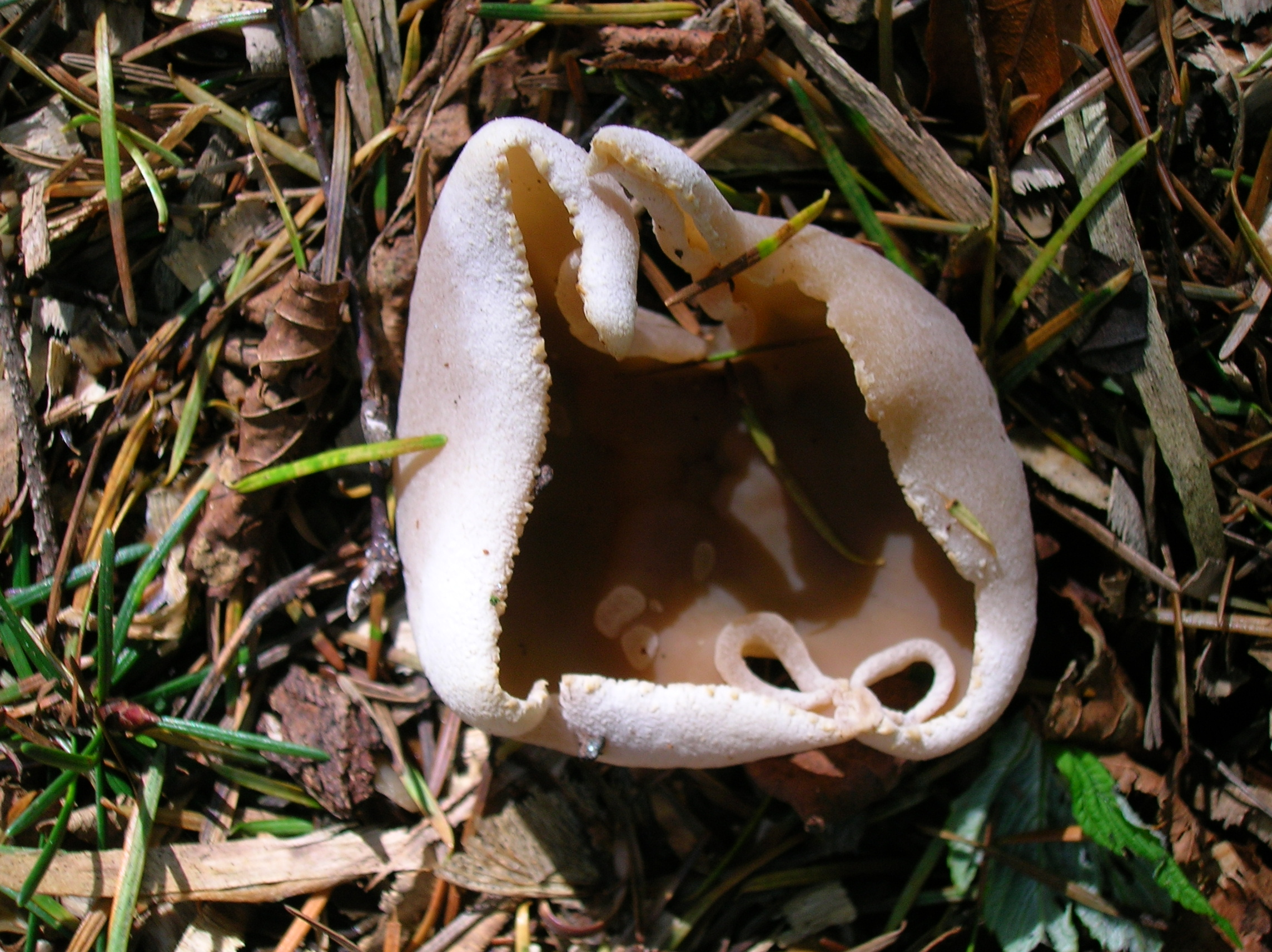
Peziza repanda
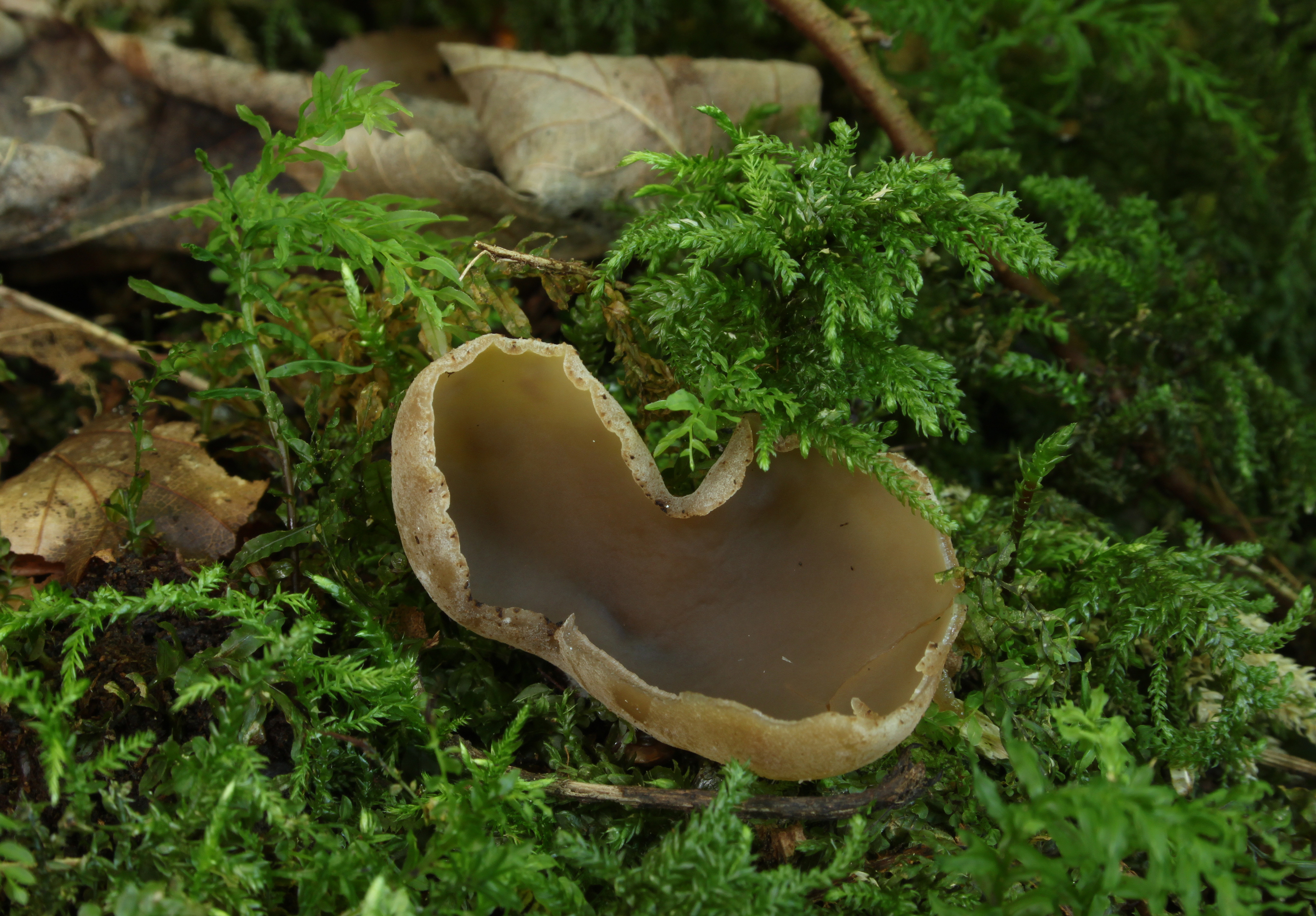
Peziza varia
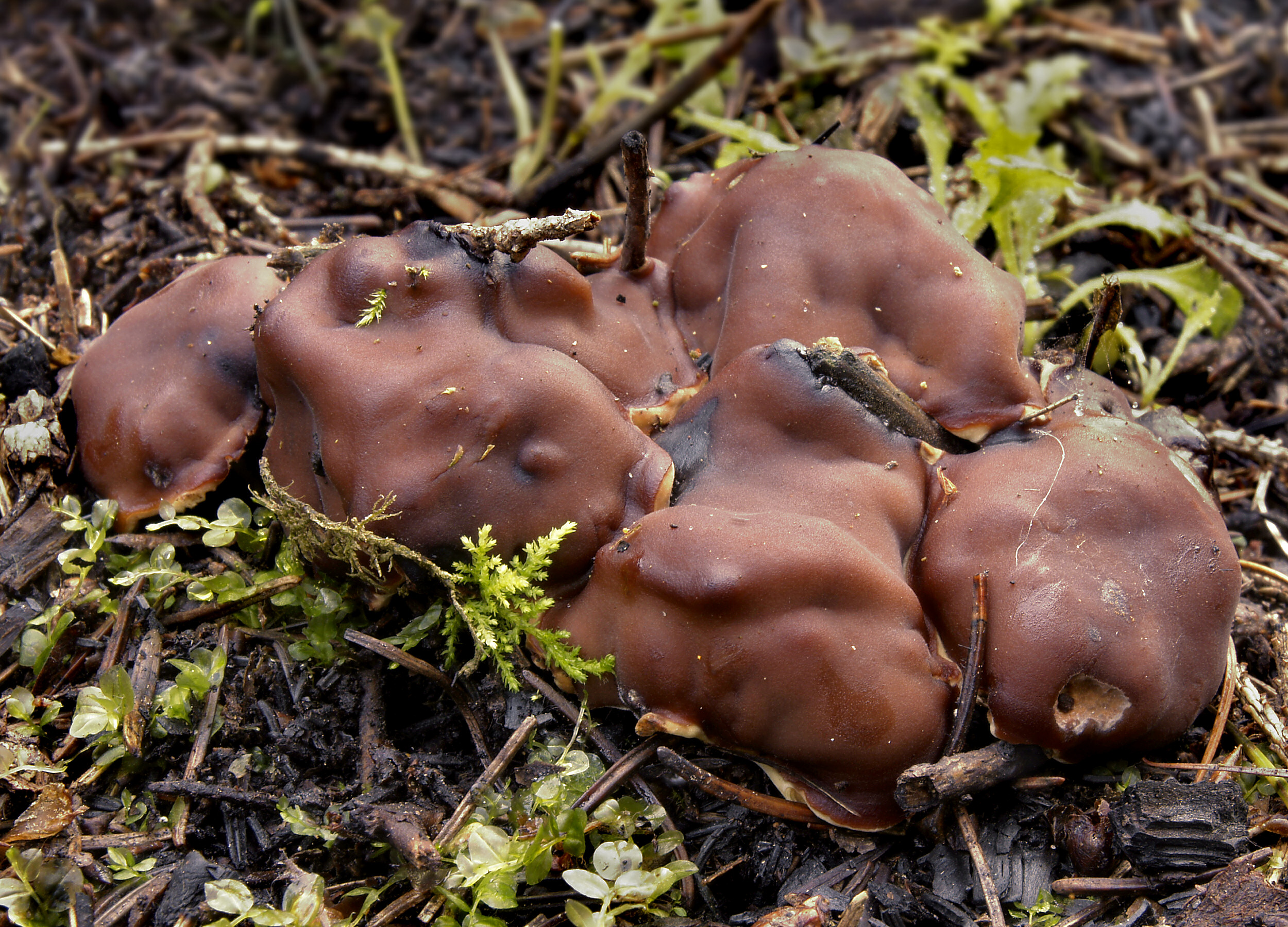
Rhizina undulata
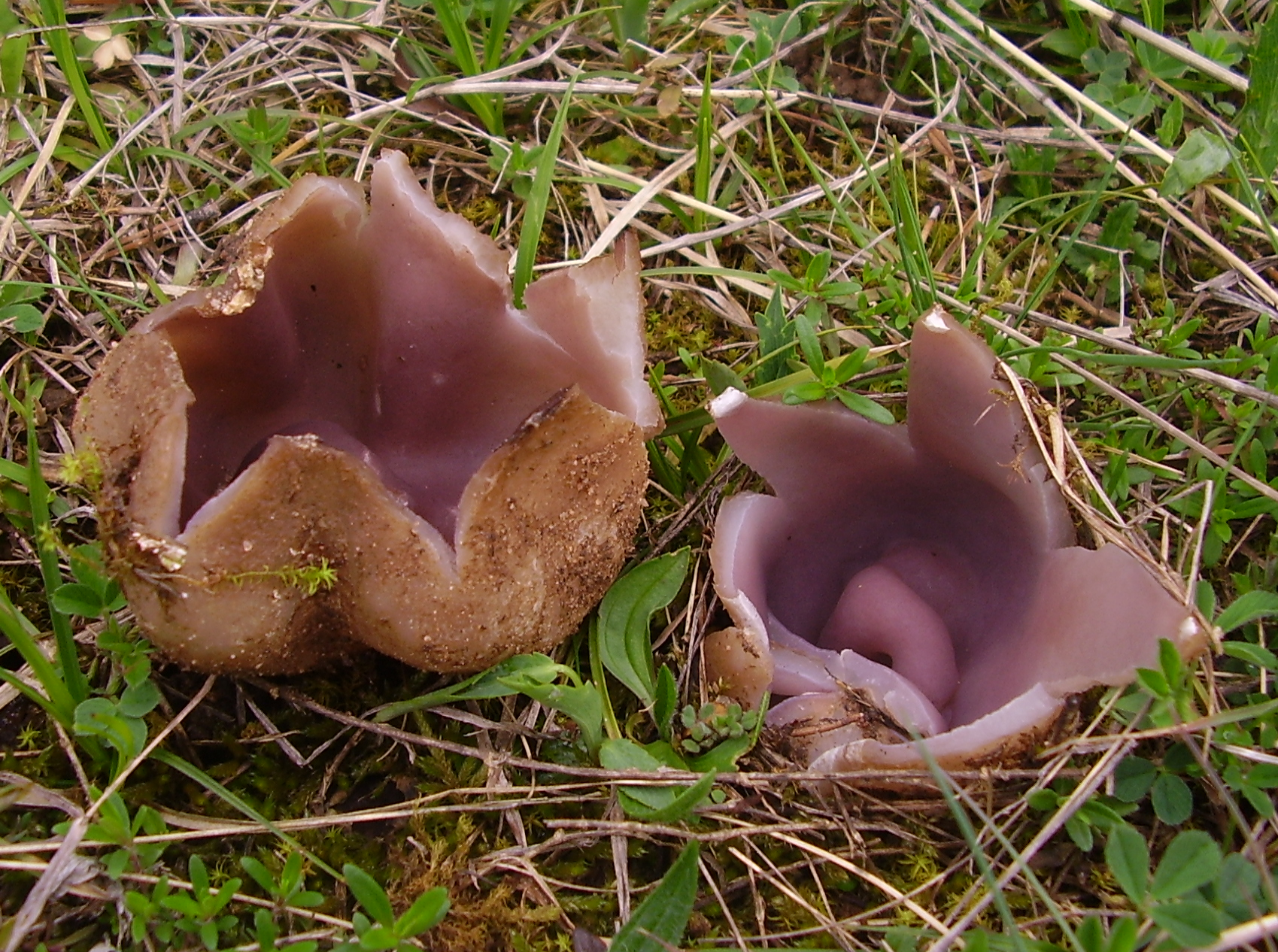
!!Sarcosphaera coronaria!!

## Valorificare
Mai întâi trebuie menționat, că urechiușa încrețită nu poate fi mâncată crud, pentru că conține ceva giromitrină fiind astfel otrăvitoare în această stare. Valoarea culinară nu atinge în nici un caz calitatea bureților de genul Morchella. Sigur că ea poate fi preparată ca zbârciogii, mai bine însă este adăugarea lor, tăiate mărunt, la ei, de exemplu într-un sos. Pentru dezintegrarea giromitrinei, buretele trebuie să fie prăjit sau fiert bine.

## Bibiliografie
- Giacomo Bresadola: „Iconographia Mycologica, vol. XXIV, Editura Società Botanica Italiana, Milano 1932
- Bruno Cetto, „I funghi dal vero”, vol. 1-7
- Ernst Albert Gäumann: „Vergleichende Morphologie der Pilze”, Editura Gustav Fischer, Jena 1926
- Gustav Lindau, Eberhard Ulbrich: „Die höheren Pilze, Basidiomycetes, mit Ausschluss der Brand- und Rostpilze”, Editura  J. Springer, Berlin 1928
- Meinhard Michael Moser: „Kleine Kryptogamenflora der Pilze – vol. II a.: „Höhere Phycomyceten und Ascomyceten”, Editura Gustav Fischer, Jena 1963